# Jüdischer Friedhof (Coevorden)

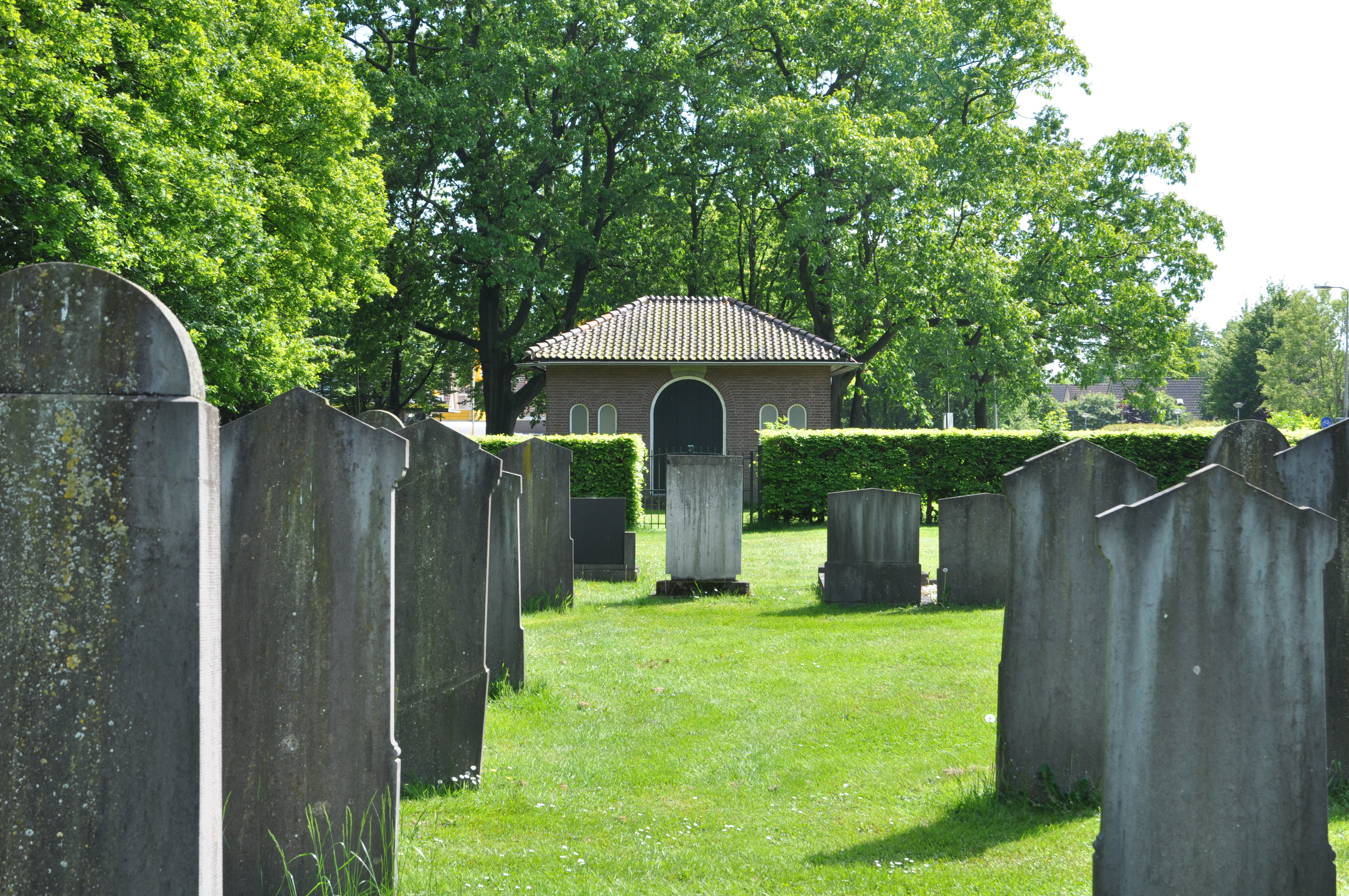
Jüdischer Friedhof in Coevorden, im Hintergrund das Taharahaus

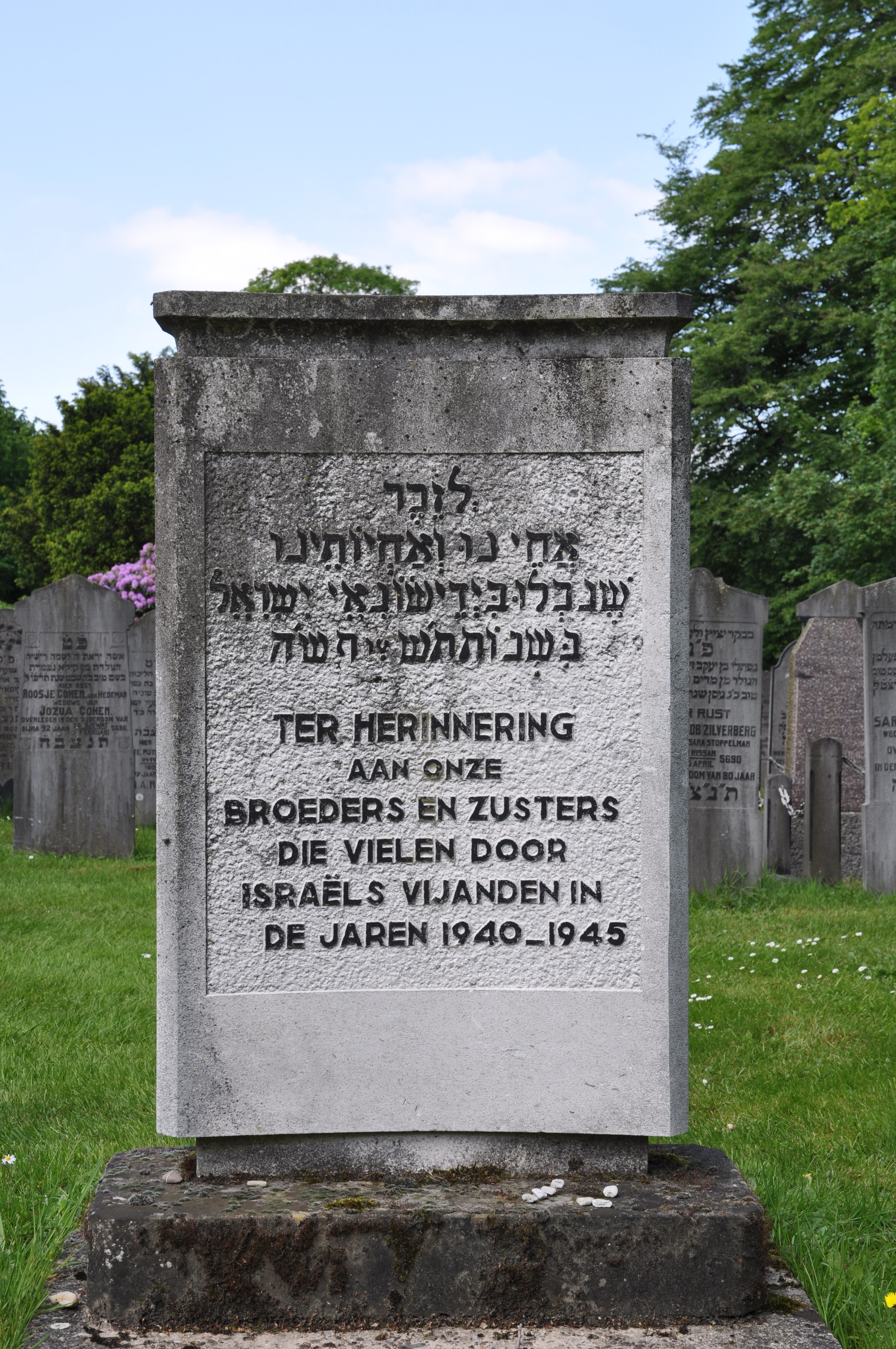
Denkmal zur Erinnerung an die Opfer des Holocaust

Der Jüdische Friedhof in Coevorden, einer niederländischen Stadt in der Provinz Drenthe, wurde 1894 angelegt. Der jüdische Friedhof befindet sich im Norden der Stadt inmitten eines Neubaugebiets. Heute sind noch 85 Grabsteine auf dem Friedhof erhalten.  
Ein Denkmal erinnert an die Opfer des Holocaust.